# Trottiscliffe
Trottiscliffe (engelskt uttal: [ˈtrɒzli]
 ( lyssna)) är en ort och civil parish i grevskapet Kent i sydöstra England. Orten ligger i distriktet Tonbridge and Malling, cirka 4,5 kilometer nordväst om West Malling. Tätorten (built-up area) hade 262 invånare vid folkräkningen år 2021.